# Nezničitelná láska
Nezničitelná láska (v anglickém originále Enduring Love) je britsko-irský hraný film z roku 2004, který režíroval Roger Michell podle stejnojmenného románu Iana McEwana. Film zachycuje různé podoby lásky. Snímek měl světovou premiéru 4. září 2004 na filmovém festivalu v coloradském Telluride.

## Děj
Joe a Claire žijí v Oxfordu. Joe je přednáší filozofii na tamní univerzitě a Claire je sochařka. Jednoho dne si za městem udělají piknik. Náhle se na louce objeví neovladatelný horkovzdušný balon. Z jeho koše vypadne muž a jeho vnuk zůstane v koši sám. Joe spolu s dalšími muži spěchá na pomoc a společně se snaží balón udržet u země. Náhlý poryv větru opět vyzdvihne balón. Čtyři muži seskočí z několika metrů, poslední se drží lana, až posléze ztratí síly a po pádu z velké výšky zemře. Joe má výčitky svědomí. Byl první, kdo se pustil, a tak se cítí zodpovědný za jeho smrt. Jeho přemítáním začíná trpět i vztah s Claire. Krátce po události ho navštíví Jed, jeden z mužů, který se podílel na záchraně. Jed je pevně přesvědčen, že tragédie je neoddělitelně spojila s Joem. Tím dnem začíná jako stalking, který se v průběhu času mění na patologickou lásku. Tato skutečnost dál prohloubí krizi ve vztahu Joea a Claire.

## Obsazení
| Daniel Craig    | Joe        |
| Samantha Morton | Claire     |
| Rhys Ifans      | Jed        |
| Bill Nighy      | Robin      |
| Lee Sheward     | John Logan |
| Susan Lynch     | Rachel     |
| Ben Whishaw     | Spud       |
| Justin Salinger | Frank      |